# Driss Bamous
Driss Bamous (ar. إدريس باموس; ur. 15 grudnia 1942 w Berrechid, zm. 16 kwietnia 2015 w Rabacie) – marokański piłkarz grający na pozycji pomocnika.

## Kariera klubowa
Driss Bamous podczas kariery piłkarskiej występował w klubie FAR Rabat. Z FAR Rabat siedmiokrotnie zdobył mistrzostwo Maroka w: 1961, 1962, 1963, 1964, 1967, 1968, 1970.

## Kariera reprezentacyjna
W reprezentacji Maroka Driss Bamous grał w latach sześćdziesiątych i siedemdziesiątych.
W 1964 roku uczestniczył w Igrzyskach Olimpijskich w Tokio. Na Igrzyskach wystąpił w obu meczach Maroka z Jugosławią i Węgrami.
W 1968 i 1969 roku uczestniczył w zakończonych sukcesem eliminacjach Mistrzostw Świata 1970, w których także wziął udział. Na Mundialu w Meksyku Bamous był podstawowym zawodnikiem i wystąpił we wszystkich trzech meczach Maroka z RFN, Peru i Bułgarią.

## Wyróżnienia
W 2006 roku CAF uznał Drissa Bamousa za jednego z 200 najlepszych piłkarzy Afryki ostatnich 50 lat.